# 대보방
대보방(大寶方, ?~?)은 발해의 왕족이다.

## 생애
727년, 발해 무왕의 동생인 그는 발해의 왕제로서 당나라로 사신으로 파견되었다.